# 日本大学文理学部・大学院文学研究科及び総合基礎科学研究科

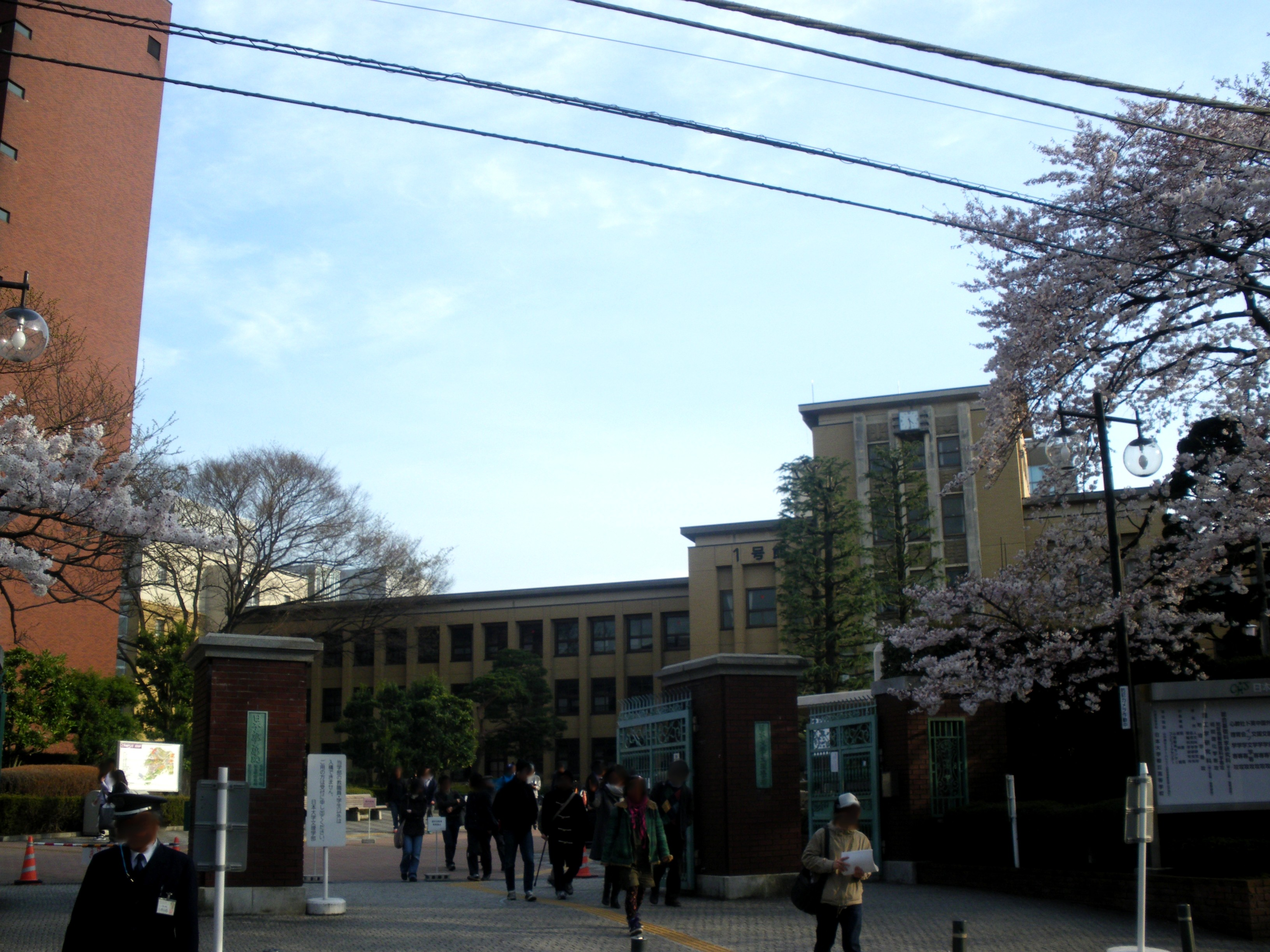
文理学部キャンパス入口

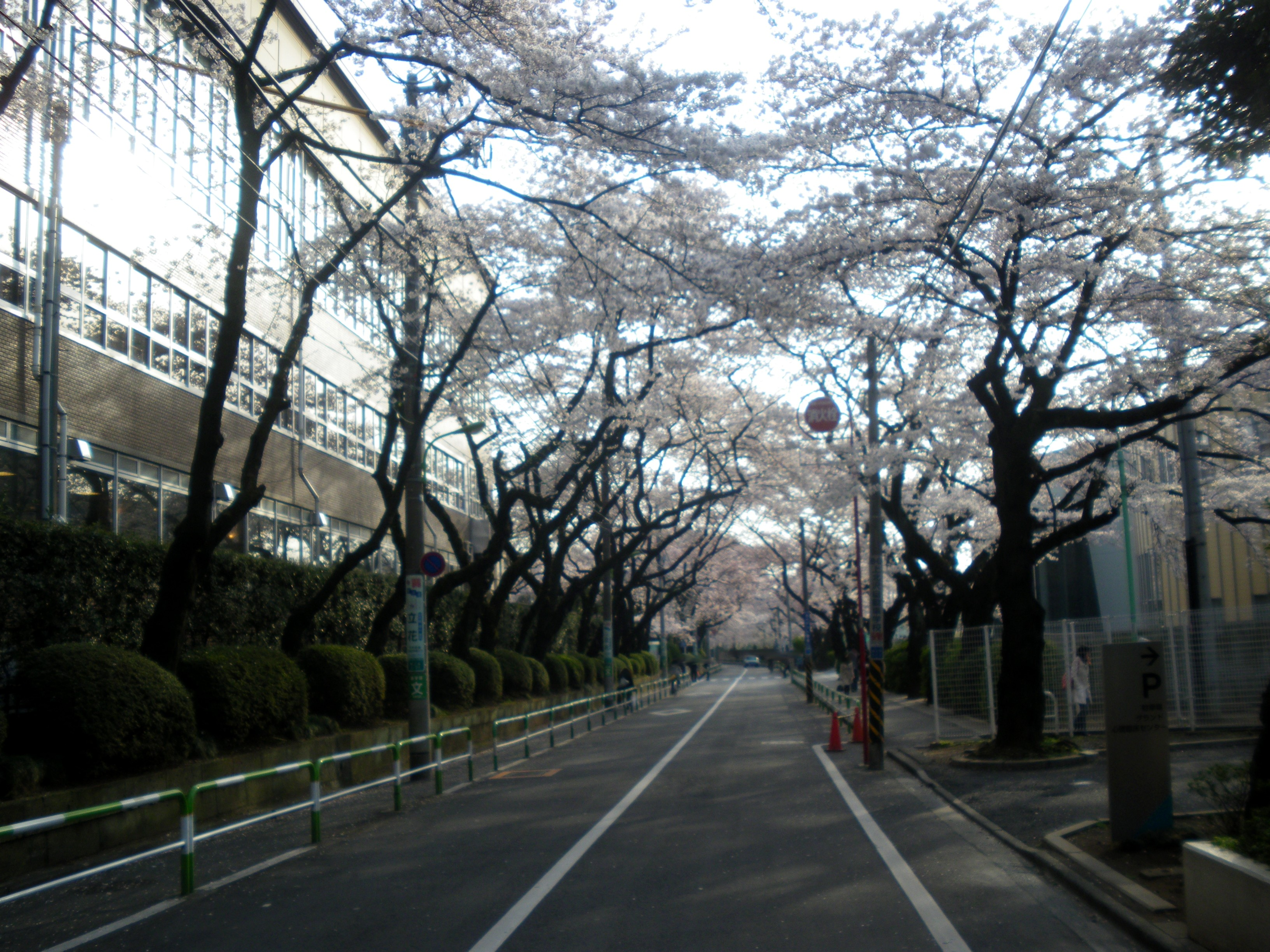
下高井戸駅から世田谷区桜上水（文理学部キャンパス）へと続く桜並木

日本大学文理学部（にほんだいがくぶんりがくぶ、College of Humanities and Sciences, Nihon University）は、東京都世田谷区桜上水にある、文学研究科・総合基礎科学研究科（ぶんがくけんきゅうか・そうごうきそかがくけんきゅうか）は文学と基礎科学の理論および応用を教育・研究する大学院の研究科である。略称して、「日大文理（にちだいぶんり）と呼ばれる。

## 概要
人文系、社会系、理学系の3系統18学科からなる総合学部で、「文理学部」と名が付く学部としては国内唯一のものである。

### 教育研究上の目的
「文と理の融合」を教育理念に掲げ、教養教育と専門教育の両面から総合的・学際的な教育を行い、かつ高度な専門的研究も行う。また、時代や社会のニーズに応えられる教養教育・語学教育・情報教育の充実を図り、かつ特色ある専門教育により、総合的な学力または専門的な学力を有する人材を養成することを目的としている。

### 教育目標
国内外で専門的知識を活かせる意欲ある個性的な学生を育成し、新たな「知」の再構築が求められている現代社会で、ゆるぎない信念と未来への希望を持って「質の高い教育」と「きめ細やかな学習支援」を実現することを目標としている。
教諭、司書、福祉などの資格取得（英語・国語・社会・数学・理科・体育など）とともに教員養成を行っている。
また日本大学文理学部は宗教系の学科は有してはいないが、新学制による大学設置時に開設されていた文理学部の前身である文学部の宗教学科、倫理学科、哲学科を起源とする哲学科において宗教科の中学校・高等学校教諭1種免許状を取得することが可能である。
電力見える化プロジェクトとして、省エネルギー型キャンパスの構築へ向けた研究が2012年度に学内で採択され、教職員を中心に実用化を進めている。

## 沿革
高等師範科 → 法文学部文学科 → 文学部 → 文理学部と順に改称している。
- 1889年 - 日本法律学校設立。

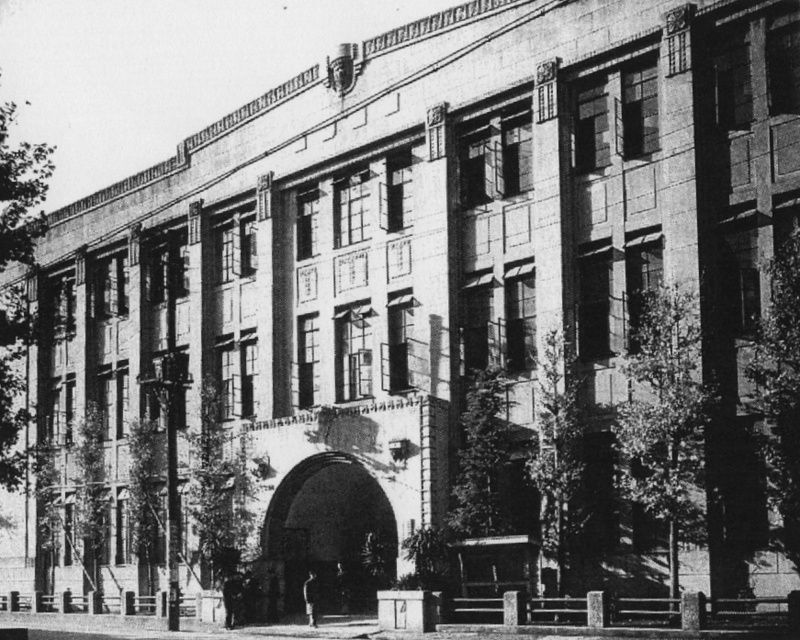
旧・法文学部本館

- 1901年 - 日本法律学校に高等師範科を設置。
- 1903年 - 日本法律学校を日本大学と改称。高等師範科を高等師範部と改称。
- 1920年 - 大学令による日本大学（旧制）設立認可。法文学部と商学部を置く。専門部と高等師範部に女子の入学許可。
- 1921年 - 法文学部に美学科を設置（芸術学部の起源）。
- 1924年 - 法文学部に文学科を設置。
- 1926年 - 高等師範部に地理歴史科と英語科を設置。
- 1929年 - 法文学部文学科に史学専攻を設置。
- 1937年 - 現在の敷地に大学予科文科世田谷校舎（現在の文理学部1号館）が落成。
- 1944年 - 高等師範部の募集停止。
- 1947年 - 高等師範部の募集再開。
- 1949年 - 新学制による大学（第1部・第2部）設置、専門部・高等師範部募集停止。世田谷教養部設置。
- 1950年 - 日本大学世田谷高等学校を併置（定時制）。
- 1951年 - 新学制による大学院を設置。
- 1956年 - 専門部各科、高等師範部各科廃止。
- 1956年 - 日本大学人文科学研究所を設置。
- 1958年 - 文学部に理系の学科を設置し、文理学部と改称。
- 1959年 - 世田谷高等学校に全日制課程を設置（1961年に櫻丘高等学校に改称・1963年に定時制を閉課）。
- 1963年 - 日本大学文理学部自然科学研究所を設置。
- 1976年 - 文理学部第2部廃止。
- 1983年 - 文理学部情報科学研究所を設置。
- 1991年 - 文理学部創設90周年記念式典挙行。
- 1996年 - 文理学部応用地学科を地球システム科学科に名称変更。
- 2001年 - 文理学部創設100周年記念式典挙行。中国文学科を中国語中国文化学科に名称変更。
- 2002年 - 文理学部独文学科をドイツ文学科に名称変更。大学院文学研究科独文学専攻（博士前期課程、博士後期課程）をドイツ文学専攻に名称変更。
- 2004年 - 物理生命システム科学科を設置し、応用物理学科は学生募集停止。大学院文学研究科東洋史学専攻（博士後期課程）を外国史専攻に名称変更。
- 2013年 - 社会学科を分割し、社会福祉学科を新設。
- 2016年 - 地球システム科学科を地球科学科に、物理生命システム科学科を生命科学科に名称変更

## 文理学部校舎の歴史
以下に文理学部校舎の主な歴史を記す。なお、改称があった建物に関しては、わかりやすさのため、○○(当時は○○)、現存しない建物に関しては旧○○(当時は○○)と記す。
- 1937年7月 - 1号館(当時は本館)竣工。[4]

- 1952年7月 - 旧第1体育館(当時は体育館)竣工。後に旧体育館、第1体育館と改称。
- 1953年7月 - 旧7号館(当時は3号館)竣工。
- 1956年7月 - 旧大講堂竣工。[4]
- 1958年7月 - 旧3号館(当時は4号館)落成。
- 1959年9月 - 旧2号館図書館校舎落成。
- 1962年3月 - 旧7号館増築。4階に増築、南半分に新築してつなぐ。
- 1963年3月 - 旧5号館理科校舎竣工。
- 1964年2月 - 旧サークルセンター(当時は学生会館)竣工。
- 1964年3月 - 旧6号館竣工。
- 1964年4月 - 旧第2体育館(当時は新体育館)竣工。
- 1965年3月 - 4号館竣工。
- 1966年4月 - 旧中講堂・合併大教室竣工。 1号館附属の旧中講堂を解体し、改築。1号館と旧図書館校舎2号館をつなぐ。
- 1967年3月 - 旧本館竣工。
- 1978年6月 - 総合体育館落成。
- 1979年9月 - 2号館(当時は研究棟)落成。
- 2000年3月- 8号館竣工
- 2000年頃   - 旧7号館解体
- 2001年11月- 百周年記念館竣工。かつては同地に野球場があった。
- 2001年頃    - 大講堂、第1体育館、サークルセンター解体。
- 2002年1月 - 7号館竣工。
- 2002年9月 - サークルセンター竣工
- 2004年4月 - 図書館竣工。
- 2008年7月 - 3号館竣工。
- 2008年9月 - 研究棟を2号館に改称。
- 2008年頃   - 旧2号館、旧3号館解体。
- 2010年7月  - 9号館竣工。
- 2017年1月   - 本館竣工。
- 2017年頃     - 旧本館、旧5号館、旧6号館解体。
- 2022年3月  - サクラスポーツ＆ジムナスティックセンター竣工。
- 2022年頃     - 旧第2体育館解体。

1937年、1号館の竣工とともに文理学部キャンパスの歴史は始まる。1958年に文理学部と改称され新たな学科が設置されたことに伴い、建物の建築や増築が行われた。1990年代の文理学部キャンパスは、正門を背に1号館から旧7号館まで欠番なく時計回りに並び、その輪の内側に旧本館という配置であった。また、おおよそ現図書館の地に大講堂、第一体育館、サークルセンターがあった。2000年代に入ると建物の老朽化に伴う建て替えが行われるようになる。8号館完成に伴い旧7号館を解体。百周年記念館完成に伴い大講堂と第1体育館を解体。図書館、3号館完成に伴い旧2号館、旧3号館を解体。本館完成に伴い、旧本館5号館6号館を解体。サクラスポーツ＆ジムナスティックセンター完成に伴い第2体育館解体。というように、限られた敷地の中、新しい建物に老朽化した建物の役割を引き継ぐ形で今日の文理学部キャンパスの姿になった。

## 組織

### 学科
人文系
- 哲学科
- 史学科
- 国文学科
- 中国語中国文化学科
- 英文学科
- ドイツ文学科

社会系
- 社会学科
- 社会福祉学科
- 教育学科
- 体育学科
- 心理学科
- 地理学科

理学系
- 地球科学科
- 物理学科
- 数学科
- 情報科学科
- 生命科学科
- 化学科

### 大学院
- 文学研究科
  - 哲学専攻
  - 史学専攻
  - 国文学専攻
  - 中国学専攻
  - 英文学専攻
  - ドイツ文学専攻
  - 社会学専攻
  - 教育学専攻
  - 心理学専攻
- 総合基礎科学研究科
  - 地球情報数理科学専攻
  - 相関理化学専攻
- 理工学研究科
  - 地理学専攻 - 地理学専攻の場合のみ。

### 付属施設
- 研究機関
  - 人文科学研究所
  - 自然科学研究所
  - 情報科学研究所
- 日本大学図書館文理学部分館
- 日本大学文理学部資料館
- 就職サポートセンター
- コンピュータセンター
- 留学生・日本語教育センター
- 心理臨床センター - 日本大学文理学部心理臨床センターでは、地域に開かれたカウンセリングを行っている[10]。
- コンピュータセンター
- 外国語教育センター（FLEC）
- 教職センター
- 食堂・文具店・書店[注 2]
- 図書館
- 資料館
- 日本大学櫻丘高等学校
- 総合文化研究室

## 所在地
住所：東京都世田谷区桜上水3丁目25番40号
- 交通手段
  - 京王線・東急世田谷線、下高井戸駅下車。徒歩8分。
  - 京王線、桜上水駅（急行）下車。徒歩8～10分。
  - 小田急線、経堂駅下車。徒歩20～25分。

## 関係者

### 著名な出身者

#### 政治、経済
- 中川俊直 - 政治家、元衆議院議員
- 國場幸之助 - 政治家、衆議院議員、中退
- 大西一史 - 政治家、熊本県熊本市長
- 坂本祐之輔 - 政治家、元衆議院議員
- 新井正則 - 政治家、元衆議院議員
- 渡辺邦夫 - 政治家、埼玉県幸手市長、中退
- 斎藤恭紀 - 政治家、元衆議院議員
- 岸本聡子 - 政治家、東京都杉並区長
- 草村大成[11] - 政治家、熊本県高森町長
- 内山斉 - 元読売新聞グループ本社社長、元日本新聞協会会長
- 小松雅美 - セブン&アイ・フードシステムズ社長
- 野坂英吾 - トレジャー・ファクトリー創業者・社長
- 小野淳 - 農業、起業家、NPO法人くにたち農園の会理事長、株式会社農天気代表取締役農夫

#### 学術
- 岩城之徳 - 日本近代文学研究者
- 辻誠一郎 - 歴史学者、東京大学名誉教授
- 三輪嘉六 - 考古学者
- 森昭雄 - 生理学者
- 実松克義 - 宗教人類学者、立教大学名誉教授
- 丹野清人 - 社会学者、東京都立大学教授
- 藁谷哲也 - 地理学者、日本大学教授、日本地形学連合会長
- 梅村清弘 - 社会学者、元中京大学学長、学校法人梅村学園名誉総長
- 李禹煥 - 美術家、多摩美術大学名誉教授、旭日小綬章
- 小池一夫 - 英文学者、桜美林大学名誉教授、学校法人桜美林学園理事長
- 青木英一 - 経済地理学者、敬愛大学名誉教授

#### 文学
- 中原中也 - 詩人、歌人
- 中園直樹 - 小説家、詩人
- 渥美饒兒 - 小説家
- 藤水名子 - 小説家
- 成田良悟 - 小説家
- 藤本泉 - 小説家、推理作家
- 安藤由希 - 児童文学作家
- 林誠司 - 俳人
- 神田正宏 - 漫画家、キャラクターデザイナー

#### 芸術
- 山本寛斎 - ファッションデザイナー
- 荻原利次 - 作曲家
- 佐藤和哉 - 篠笛奏者、作曲家
- 佐藤直樹 - 実業家、映画プロデューサー
- 岡田有章 - アニメーション美術監督
- 光石富士朗 - 映画監督
- 桜井弘明 - アニメーション監督
- 井上昌己 - 歌手、シンガーソングライター
- 坂本英三 - 歌手
- 多田彰文 - ミュージシャン
- 角松敏生 - ミュージシャン
- 菊地英昭 - ギタリスト

#### 芸能
- 林家正雀 - 落語家
- 昔昔亭桃之助 - 落語家
- 春風亭小柳 - 落語家
- 古今亭菊寿 - 落語家
- 三遊亭笑遊 - 落語家
- 瀧川鯉橋 - 落語家
- 桂幸丸 - 落語家
- 立川志の彦 - 落語家
- サッチィー - お笑い芸人
- 姉御ぉゆりか - お笑い芸人
- パドリング永井 - お笑い芸人
- 新村晋 - お笑い芸人(横浜ヨコハマ、ツッコミ担当）
- 荒木定虎 - 元タレント
- 勝俣州和 - お笑いタレント
- 和田正人 - 俳優
- 久須美欽一 - 俳優
- 渡辺篤史 - 俳優、タレント
- 八嶋智人 - 俳優、タレント
- 堀口幸恵 - 女優
- 本間理紗 - 女優
- いけだりか - モデル
- 吉岡ふみお - 声優、ナレーター
- 吉岡麻耶 - 声優
- 倉田雅世 - 声優、紙芝居師
- 鳥海勝美 - 声優、俳優

#### マスコミ
- 牛丸謙壱 - テレビプロデューサー、演出家
- 蟹瀬誠一 - ジャーナリスト
- 鹿野司 - サイエンスライター、SF評論家
- 長島三奈 - スポーツキャスター
- 昼間敬仁 - NHKアナウンサー
- 鈴木俊光 - 元東北放送アナウンサー
- 長南敏雄 - 元札幌テレビアナウンサー
- 浦本可奈子 - 元北海道放送アナウンサー
- 高橋正和 - 秋田朝日放送アナウンサー
- 伊賀透浩 - 宮崎放送アナウンサー
- 細谷英宣 - 熊本朝日放送アナウンサー
- 川口浩一 - 元青森テレビアナウンサー
- 小野恵美 - 元長野放送アナウンサー
- 高橋友希 - 元鹿児島読売テレビアナウンサー
- 橋口侑佳 - フリーアナウンサー
- 久保田麻三留 - 気象予報士
- 海老原美代子 - 気象予報士

#### スポーツ
- ケンブリッジ飛鳥 - 陸上競技選手
- 村上幸史 - 陸上競技選手
- 川元奨 - 陸上競技選手
- 寺野伸一 - 元陸上競技選手
- 大垣崇 - 元陸上競技選手
- 天摩由貴 - 陸上競技選手、ゴールボール選手
- 寺村美穂 - 競泳選手
- 富田宇宙 - パラ競泳選手
- 木原光知子 - 元競泳選手
- 木村敬一 - 元競泳選手
- 岩崎恭子 - 元競泳選手
- 司東利恵 - 元競泳選手
- 神保れい - 元アーティスティックスイミング選手
- 小谷実可子 - 元アーティスティックスイミング選手
- 原田早穂 - 元アーティスティックスイミング選手
- 三井梨紗子 - 元アーティスティックスイミング選手
- 渋谷多喜 - 元体操競技選手
- 山脇恭二 - 元体操競技選手
- 早田卓次 - 元体操競技選手
- 松永政行 - 元体操競技選手
- 西川大輔 - 元体操競技選手
- 福島のり子 - スキー選手
- 児玉修 - スキー選手
- 石田正子 - クロスカントリースキー選手
- 長島圭一郎 - 元スピードスケート選手
- 清水宏保 - 元スピードスケート選手
- 山田優 - フェンシング選手
- 小嶋敬二 - 競輪選手
- 伊藤涼太 - プロゴルファー
- 加藤善之 - 元プロサッカー選手
- 長谷川唯 - 女子サッカー選手
- 神谷有樹彦 - 空手家
- 宮元啓介 - 空手家、キックボクサー
- 輪島大士 - 元大相撲力士、元プロレスラー
- 魁傑將晃 - 元大相撲力士
- 水戸龍聖之 - 大相撲力士
- 剣翔桃太郎 - 大相撲力士
- ヤス・ウラノ - プロレスラー
- 趙雲子龍 - プロレスラー
- 柿沼謙太 - 元プロレスラー
- 藤田和之 - プロレスラー、総合格闘家
- 宮田和幸 - レスリング選手、総合格闘家
- 猪狩元秀 - 元キックボクサー
- フリッパー上原 - 元プロボクサー
- 三原正 - 元プロボクサー
- 門奈哲寛 - 元プロ野球選手
- 縞田拓弥 - 元プロ野球選手
- 森脇亮介 - プロ野球選手

#### その他
- 美馬寛子 - 元ミス・ユニバース・ジャパン
- 佐藤文机子 - ライフセーバー
- 村口徳行 - 登山家
- 小沢邦彦 - アスレティックトレーナー
- 広部俊明 - 水中探検家

その他